# Krukowszczyzna (powiat białostocki)
Krukowszczyzna – wieś w Polsce położona w województwie podlaskim, w powiecie białostockim, w gminie Michałowo.
W latach 1975–1998 miejscowość administracyjnie należała do województwa białostockiego.
Prawosławni mieszkańcy wsi należą do parafii Przemienienia Pańskiego w Topolanach.